# Адель (деревня)
Аде́ль (баш. Әҙел) — деревня в Хайбуллинском районе Башкортостана. Входит в Таналыкский сельсовет.

## География
Расстояние до:
- районного центра (Акъяр): 22 км,
- центра сельсовета (Подольск): 18 км,
- ближайшей ж/д станции (Сара): 100 км.

Находится на левом берегу реки Таналык.

## Название
До 10 сентября 2007 года называлась деревней Гаделовской фермы.

## Население
| 2002 | 2010 |
| ---- | ---- |
| 215  | ↘159 |

Национальный состав
Согласно переписи 2002 года, преобладающая национальность — башкиры (97 %).